# Lauren LaVera
Lauren LaVera, född 14 juni 1994 i Philadelphia i Pennsylvania, är en amerikansk skådespelerska, stuntkvinna och stridskonstnär. Bland hennes allra första filmprojekt märks M. Night Shyamalans psykologiska thriller Split från 2016, där hon var body double åt Anya Taylor-Joy. Hon har därefter medverkat i bland annat Netflixserien Iron Fist och i en del olika kortfilmer, innan hon slutligen fick den stora genombrottsrollen som Sienna Shaw, i Damien Leones slasherfilm Terrifier 2 (2022). Hon kommer dessutom att ta sig an denna roll en andra gång, i uppföljarfilmen Terrifier 3 (2024).

## Filmografi (i urval)

### Filmer
- 2016 – Split (body double åt Anya Taylor-Joy)[1]
- 2022 – Terrifier 2
- 2024 – Terrifier 3[6]
- 2024 – The Life of Chuck

### TV-serier
- 2017 – Iron Fist (TV-serie)
- 2020 – MacGyver (TV-serie)
- 2020 – Dispatches from Elsewhere (TV-serie)
- 2024 – Law & Order: Organized Crime (TV-serie)